# 入江若葉
入江 若葉（いりえ わかば、1943年5月12日 - ）は、日本の女優。
本名は小林 若葉（こばやし わかば、旧姓：田村）。東京都港区出身。血液型A型、身長160cm、体重48kg。アン・ヌフ所属。

## 来歴・人物
文化学院専門課程美術学科卒業。
1943年5月12日、無声映画時代からトーキー初期にかけての人気女優入江たか子と、当時日活太秦撮影所の俳優だった田村道美の娘として、東京・港区赤坂に生まれる。
人気商売の両親の結婚は、10年間極秘であったが、父・田村が俳優業を引退してたか子のマネージャーとなり、母・たか子も自らの映画製作会社「入江ぷろだくしょん」をたたみ東宝映画東京撮影所と専属契約して6年を経て、若葉が生まれるのを期に入籍した。
母のたか子は、子爵・東坊城家の当主で貴族院議員の東坊城徳長（1869年 - 1922年）の長女で、戦前の映画監督・東坊城恭長は母の兄なので、若葉にとっては伯父に当たる。
女優を引退し、銀座7丁目に開いた「バー・いりえ」でマダムをつとめる母の手で、赤坂の家で育てられた。母も通った東京・神田駿河台の文化学院を卒業、1961年、18歳で東映京都撮影所に入社。
かつて、母を発掘し主役デビューを飾らせた内田吐夢監督の手により、同年5月27日公開の中村錦之助主演映画『宮本武蔵』のヒロイン「お通」役で芸能界デビュー、「東映京都のお姫様女優」となった。
1965年の『宮本武蔵 巌流島の決斗』出演後、フリー。
以後もっぱらテレビドラマの女優となり、活躍した。
1975年、32歳のとき、歌舞伎座テレビ映画部・関西テレビ製作、フジテレビ系のテレビ映画『宮本武蔵』（関西テレビ制作・火曜夜10時枠の連続ドラマ）をもってしばし休業、夫や母と共にとんかつ屋を営む。
1980年、37歳のときに、同枠のテレビ映画『旅がらす事件帖』（製作国際放映・関西テレビ）で復帰する。また映画にも1982年に大林宣彦監督の『転校生』で16年振りに復帰、以降大林作品を中心に活躍している。また、当時すでに引退していた母入江たか子と、大林監督の『時をかける少女』（1983年）や『廃市』（1983年）『火曜サスペンス劇場100回記念作品・麗猫伝説』（同）で母子共演を果たした。
1986年には演劇集団『江戸組』を主宰した。

## 出演

### 映画

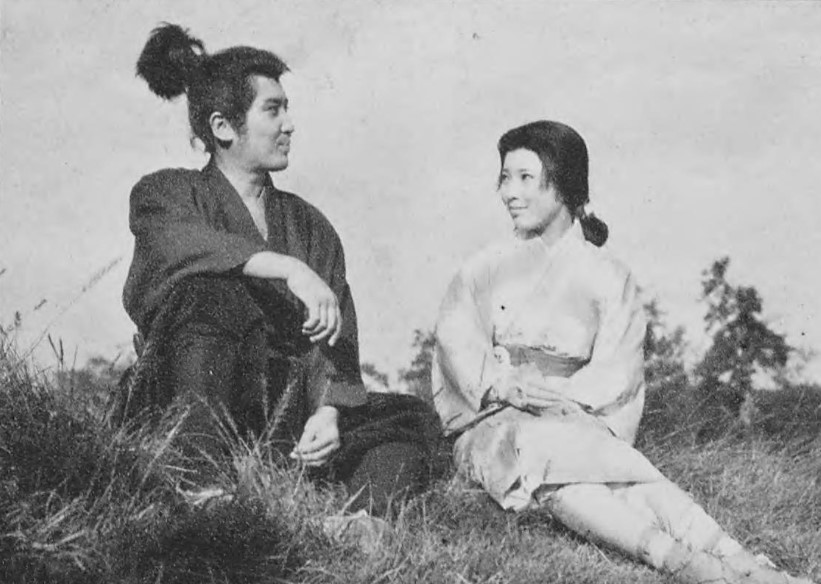
『宮本武蔵 般若坂の決斗』（1962年）

- 宮本武蔵シリーズ（1961年 - 1965年） 
  - 宮本武蔵（1961年）- お通 役
  - 宮本武蔵 般若坂の決斗（1962年）- お通 役
  - 宮本武蔵 二刀流開眼（1963年）-お通 役
  - 宮本武蔵 一乗寺の決斗（1964年）- お通 役
  - 宮本武蔵 巌流島の決斗（1965年）- お通 役
- 若様やくざ 江戸っ子天狗（1963年）- おさよ 役
- 銭形平次捕物控（1963年）- お静 役
- ジャコ萬と鉄（1964年）- 牧場の少女 役
- 大喧嘩（1964年）- おゆき 役
- 忍び大名（1964年）- 千鶴 役
- 黒の盗賊（1964年）- 挟露姫 役
- 主水之介三番勝負（1965年）- お千代 役
- 股旅 三人やくざ（1965年）- おふみ 役
- 冷飯とおさんとちゃん（1965年）- 深見ぬい 役
- 日本侠客伝 浪花篇（1965年）- 加代 役
- 十七人の忍者 大血戦（1966年）- 甲賀結香 役
- 丹下左膳 飛燕居合斬り（1966年）- 萩乃 役
- ヒロシマのたたかい はだしのゲン PART3（1980年）- 春 役
- 俗物図鑑（1982年）- 平松礼子 役
- 転校生（1982年）- 一美の母・千恵 役
- 時をかける少女（1983年） - 芳山紀子 役
- 廃市（1983年）- 秀 役
- 天国にいちばん近い島（1984年）- マダム・ヒロコ 役
- さびしんぼう（1985年）- PTA会長 役
- 姉妹坂（1985年）- 綾小路良江 役
- まってました転校生!（1985年）
- パンツの穴 花柄畑でインプット（1985年）- 麗子の母 役
- 彼のオートバイ、彼女の島（1986年）
- 野ゆき山ゆき海べゆき（1986年）- 須藤の母 役
- 四月の魚（1986年）- あき 役
- 異人たちとの夏（1988年）- 今村綾子 役
- TOMORROW 明日（1988年）- 満江 役
- 菩提樹 リンデンバウム（1988年）- 神崎衿子 役
- マリリンに逢いたい（1988年）- 玉城治子 役
- 北京的西瓜（1989年）- 春三の姉 役
- さわこの恋（1990年）- 藤田恵子 役
- 本気!（1991年）- 桜子 役
- ふたり（1991年）- 真子の母 役
- おいしい結婚（1991年）- 小野恵美子 役
- ふたりだけのアイランド（1991年）- 清水葉子 役
- 青春デンデケデケデケ（1992年）- 白井志乃 役
- 彼女が結婚しない理由（1992年）- 井村君江 役
- 私の心はパパのもの（1992年）
- 水の旅人 侍KIDS（1993年）
- 二十才の微熱（1993年）- 頼子の母 役
- あした（1995年）- 旅館の女将 役
- 人でなしの恋（1995年）- 二階堂弘子 役
- SADA〜戯作・阿部定の生涯（1998年）- とき 役
- 麗猫伝説 劇場版（1998年）- 竜造寺暁子 役
- 風の歌が聴きたい（1998年）- 早瀬照子 役
- あの、夏の日〜とんでろ じいちゃん〜（1999年）- 小林雪路 役
- 洗濯機は俺にまかせろ（1999年）- 片桐千栄子 役
- マヌケ先生（2000年）- 馬場五十鈴 役
- 美しい夏キリシマ（2003年）- 古寺寛子 役
- 理由（2004年）- 伊沢総子 役
- 監督・ばんざい!（2007年） - バーのマダム 役
- 転校生 さよならあなた（2007年）- 一美の祖母 役
- その日のまえに（2008年）- 石井さん 役
- スープ・オペラ（2010年）- 笹島の母 役
- この空の花 長岡花火物語（2011年）- 絵本を読むおばあさん 役
- 花筐/HANAGATAMI （2017年12月16日公開） - 江馬家の婆や 役
- 海辺の映画館―キネマの玉手箱（2020年7月31日公開） - お通 役

### テレビドラマ
- 三匹の侍（フジテレビ）
  - 第4シリーズ 第10話「群狼」（1966年） - おえい
  - 第5シリーズ 第13話「不毛の掟」（1967年） - お常
- 大河ドラマ 三姉妹（1967年、NHK） - お妙
- 右門捕物帖 レギュラー（元スリのお由役）（1969年、NTV）
- 銭形平次 第160話「麝香が匂う」（1969年、CX） - おみつ
- 鞍馬天狗（1969年、NHK） - お種
- 鬼平犯科帳 第1シリーズ 第6話「本所・桜屋敷」（1969年、NET / 東宝）‐ みふゆ
- 鬼平犯科帳 第1シリーズ 第34話「むかしの男」
- 大岡越前第1シリーズ　第18話「復讐の十手」(1970年) - お梶
- 無宿侍 第11話（1973年、CX） - こゆき
- ザ・ボディガード 第6話「狙われた人妻」（1974年）
- 必殺シリーズ（ABC / 松竹）
  - 助け人走る 第17話 「探索大成功」（1974年） - お松
  - 必殺仕置屋稼業 第7話「一筆啓上 邪心が見えた」（1975年） - おちか
  - 必殺仕事人III 第35話「金融札に手を出したのはお加代」 - おふみ
- 水戸黄門 第6部 第5話「おてもやんの初恋 -熊本-」（1975年、TBS / C.A.L） - きく
- 影同心 第26話「金がかたきの殺し節」（1975年、MBS / 東映） - おけい
- 伝七捕物帳 第103話 「花の錦の三姉妹」（1976年、NTV）
- 大江戸捜査網 第256話「明日なき命の代償」（1976年、12ch / 三船プロ） - おしず
- ピーマン白書 （1980年、CX） - 生徒の母親
- 旅がらす事件帖 第26話（最終回）「直次郎・暁に旅立つ」（1981年） - おろく
- 眠狂四郎無頼控 10話『仇討無惨! 秘めた出生の謎』（1983年、テレビ東京）伊沢千世役
- 火曜サスペンス劇場「麗猫伝説」（1983年、NTV / 円谷プロ）
- 付き馬屋おえん事件帳（1990年 - 1995年、TX / 松竹） - おしま
- 堂島
- まさか、私が
- 江戸川乱歩の美女シリーズ
- 美人真珠王殺し
- 大忠臣蔵
- 鬼平犯科帳 第2シリーズ 第11話「四度目の女房」（1991年、フジテレビ / 松竹） - おせい役
- あゝ忠臣蔵
- 名探偵キャサリン
- 京都祇園入り婿刑事事件簿
- 坊つちやん
- 渥美清の泣いてたまるか
- ザ・刑事
- 麗猫伝説
- 波の塔
- 右門捕物帖
- 幸せさがし
- 風の歌が聴きたい
- 弁護士芸者のお座敷事件簿
- 水戸黄門 第42部 第4話「剣に勝つ、医は仁術-高田-」（2010年11月1日、TBS
- 伝七捕物帖 花の錦の三姉妹-お仲

### 舞台
- 橋幸夫特別公演「新版ねずみ小僧」
- 花の生涯
- 四人噺し
- 弱法師
- おえん

### CM
- トクホン
- ローレット ※トイレのロール式芳香剤